# Giuseppe Cozzolino
Giuseppe Cozzolino (San Gennaro Vesuviano, 12 agosto 1985) è un calciatore italiano, attaccante del Saviano.

## Carriera

### Club
Cresciuto calcisticamente nel Giulianova, dopo due stagioni viene acquistato dal Lecce. Alla prima stagione in Serie A, segna due reti con i salentini. Viene poi girato in prestito al Chievo, alla Cremonese e infine al Potenza, dove ritrova continuità.
Nell'estate 2009 ritorna al Lecce, ma il 3 agosto 2009 la società pugliese lo vende al Como, neopromosso in Prima Divisione. Nella stagione comasca Cozzolino è uno dei protagonisti della salvezza con le sue 13 reti.
Il 31 gennaio 2011 si trasferisce in prestito all'Andria BAT, con cui disputa 6 partite segnando un gol. Il 15 luglio 2011, al termine del periodo in prestito, rescinde consensualmente il contratto con il Como.. Il 23 luglio passa alla Pro Patria in Seconda Divisione.
Successivamente gioca per SPAL e Delta Rovigo in Seconda Divisione e Serie D.
Il 17 dicembre 2014 passa all'Altovicentino, formazione della Provincia di Vicenza, in Serie D.
Nella stagione 2015-2016 passa al Castelvetro, formazione della Provincia di Modena, che milita nel girone A del Campionato di Eccellenza dell'Emilia-Romagna.
Il 1º maggio 2016, dopo aver segnato 30 gol, porta il Castelvetro in Serie D dove disputa la stagione successiva.
Nel luglio 2017 passa alla Rosselli Mutina, formazione di Modena neo-promossa in Eccellenza. Perde lo spareggio promozione per passare in Serie D con l'Axys Zola, ma l'anno successivo passa proprio ai bolognesi in Serie D.
Il 30 giugno 2019 viene ufficializzato il suo trasferimento al CastelbaldoMasi, compagine padovana neopromossa in Eccellenza.
Il 3 agosto 2020 viene ufficializzato il suo ingaggio con il Nola, formazione di Serie D. Nel 2022 viene ingaggiato dal Sant'Anastasia Calcio 1945 nel campionato di Promozione Campania Girone B

### Nazionale
Esordisce con gol nella nazionale italiana Under-20 il 16 novembre 2004 nel Torneo Quattro Nazioni Under-20 contro l'Austria. Successivamente viene convocato dal commissario tecnico Paolo Berrettini per il Mondiale Under-20 del 2005 nei Paesi Bassi, dove gioca tutte le gare fino all'eliminazione ai rigori contro il Marocco.

## Statistiche

### Presenze e reti nei club
Statistiche aggiornate al 14 ottobre 2019.
| Stagione            | Squadra             | Campionato          | Campionato | Campionato | Coppe nazionali | Coppe nazionali | Coppe nazionali | Totale | Totale |
| Stagione            | Squadra             | Comp                | Pres       | Reti       | Comp            | Pres            | Reti            | Pres   | Reti   |
| ------------------- | ------------------- | ------------------- | ---------- | ---------- | --------------- | --------------- | --------------- | ------ | ------ |
| 2003-2004           | Giulianova          | C1                  | 22         | 3          | -               | -               | -               | 22     | 3      |
| 2004-gen. 2005      | Giulianova          | C1                  | 18         | 4          | CI-C            | ?               | ?               | 18     | 4      |
| Totale Giulianova   | Totale Giulianova   | Totale Giulianova   | 40         | 7          |                 |                 |                 | 40     | 7      |
| gen.-giu. 2005      | Lecce               | A                   | 0          | 0          | -               | -               | -               | 0      | 0      |
| 2005-2006           | Lecce               | A                   | 25         | 2          | CI              | 0               | 0               | 25     | 2      |
| 2006-gen. 2007      | Lecce               | B                   | 7          | 0          | CI              | 0               | 0               | 7      | 0      |
| Totale Lecce        | Totale Lecce        | Totale Lecce        | 32         | 2          |                 | 0               | 0               | 32     | 2      |
| gen.-giu. 2007      | Chievo              | A                   | 5          | 0          | -               | -               | -               | 5      | 0      |
| lug.-ago. 2007      | Chievo              | B                   | 0          | 0          | CI              | 1               | 0               | 1      | 0      |
| Totale ChievoVerona | Totale ChievoVerona | Totale ChievoVerona | 5          | 0          |                 | 1               | 0               | 6      | 0      |
| ago. 2007-2008      | Cremonese           | C1                  | 14+1       | 0          | CI-C            | ?               | ?               | 15     | 0      |
| 2008-2009           | Potenza             | 1D                  | 29         | 7          | CI-LP           | ?               | ?               | 29     | 7      |
| 2009-2010           | Como                | 1D                  | 33         | 13         | CI-LP           | 1               | 1               | 34     | 14     |
| 2010-gen. 2011      | Como                | 1D                  | 16         | 2          | CI+CI-LP        | 2+0             | 1+0             | 18     | 3      |
| Totale Como         | Totale Como         | Totale Como         | 49         | 15         |                 | 3               | 2               | 52     | 17     |
| gen.-giu. 2010      | Andria BAT          | 1D                  | 6          | 1          | -               | -               | -               | 6      | 1      |
| 2011-2012           | Pro Patria          | 2D                  | 26         | 9          | CI+CI-LP        | 1+1             | 0+0             | 28     | 9      |
| 2012-2013           | Pro Patria          | 2D                  | 30         | 6          | CI+CI-LP        | 0+0             | 0+0             | 30     | 10     |
| Totale Pro Patria   | Totale Pro Patria   | Totale Pro Patria   | 56         | 19         |                 | 2               | 0               | 58     | 21     |
| 2013-2014           | SPAL                | 2D                  | 31         | 7          | CI-LP           | 2               | 1               | 32     | 8      |
| ago.-dic. 2014      | Delta Rovigo        | D                   | 17         | 16         | CI-D            | 1               | 1               | 18     | 17     |
| dic. 2014-2015      | AltoVicentino       | D                   | 13         | 4          | CI-D            | -               | -               | 13     | 4      |
| 2015-2016           | Castelvetro         | Ecc                 | 33         | 30         | CI-Em-Rom       | -               | -               | 33     | 30     |
| 2016-2017           | Castelvetro         | D                   | 27         | 14         | CI-D            | -               | -               | 27     | 14     |
| 2017-2018           | Rosselli Mutina     | Ecc                 | 28         | 10         | CI-Em-Rom       | -               | -               | 28     | 10     |
| ago.-nov. 2018      | Axys Zola           | D                   | 9          | 3          | CI-D            | -               | -               | 9      | 3      |
| dic. 2018-2019      | Castelvetro         | Ecc                 | 7          | 5          | CI-Em-Rom       | -               | -               | 7      | 5      |
| Totale Castelvetro  | Totale Castelvetro  | Totale Castelvetro  | 67         | 49         |                 | -               | -               | 67     | 49     |
| 2019-2020           | CastelbaldoMasi     | Ecc                 | 3          | 0          | CI-Ven          | 1               | 1               | 4      | 1      |
| Totale carriera     | Totale carriera     | Totale carriera     | 399 (+1)   | 138        |                 | 10              | 6               | 410    | 144    |

## Palmarès

### Club

#### Competizioni nazionali
- Lega Pro Seconda Divisione: 1

Pro Patria: 2012-2013

#### Competizioni regionali
- Eccellenza: 1

Castelvetro: 2015-2016